# 20006 Albertus Magnus
20006 Albertus Magnus este un asteroid din centura principală de asteroizi.

## Descriere
20006 Albertus Magnus este un asteroid din centura principală de asteroizi. A fost descoperit pe 11 aprilie 1991 la Tautenburg de Freimut Börngen. Asteroidul prezintă o orbită caracterizată de o semiaxă mare de 3,09 ua, o excentricitate de 0,20 și o înclinație de 2,5° în raport cu ecliptica.